# Earned It
"Earned It" (hay còn được biết đến như "Earned It (Fifty Shades of Grey)") là một bài hát của nghệ sĩ thu âm người Canada The Weeknd nằm trong album nhạc phim cho bộ phim năm 2015 Fifty Shades of Grey. Ngoài ra, bài hát còn xuất hiện trong album phòng thu thứ hai của nam ca sĩ, Beauty Behind the Madness (2015). Nó được phát hành vào ngày 23 tháng 12 năm 2014 như là đĩa đơn đầu tiên trích từ album nhạc phim bởi Republic Records. "Earned It" được đồng viết lời bởi The Weeknd, Ahmad Balshe với những nhà sản xuất nó Stephan Moccio và Jason Quenneville. Được lấy cảm hứng từ cốt truyện của Fifty Shades of Grey về mối quan hệ thiên về mặt tình dục giữa hai nhân vật chính Anastasia Steele và Christian Grey, đây là một bản chamber pop và R&B ballad mang nội dung đề cập đến cảm giác thỏa mãn của một người đàn ông trong mối quan hệ thể xác với bạn gái. "Earned It" là một trong hai tác phẩm được Moccio thực hiện cho album nhạc phim (bên cạnh "I Know You"), trong khi Quenneville sẽ tiếp tục tham gia trong album nhạc phim cho phần tiếp theo của loạt phim Fifty Shades Darker với "Not Afraid Anymore".
Sau khi phát hành, "Earned It" nhận được những phản ứng tích cực từ các nhà phê bình âm nhạc, trong đó họ đánh giá cao giai điệu hài hòa với bộ phim, chất giọng của The Weeknd cũng như quá trình sản xuất hiệu quả của nó. Ngoài ra, bài hát còn gặt hái nhiều giải thưởng và đề cử tại những lễ trao giải lớn, bao gồm một đề cử giải Oscar cho Bài hát gốc xuất sắc nhất và ba đề cử giải Grammy cho Trình diễn R&B xuất sắc nhất, Bài hát R&B xuất sắc nhất và Bài hát nhạc phim hay nhất tại lễ trao giải thường niên lần thứ 58, và chiến thắng một hạng mục đầu tiên. "Earned It" cũng tiếp nhận những thành công lớn về mặt thương mại với việc lọt vào top 10 ở nhiều quốc gia, bao gồm những thị trường lớn như Canada, Đan Mạch, Pháp, New Zealand, Na Uy, Thụy Điển, Thụy Sĩ và Vương quốc Anh. Tại Hoa Kỳ, nó đạt vị trí thứ ba trên bảng xếp hạng Billboard Hot 100, trở thành đĩa đơn đầu tiên của The Weeknd và thứ hai từ nhạc phim Fifty Shades of Grey vươn đến top 5 tại đây. Tính đến nay, nó đã bán được hơn 8 triệu bản trên toàn cầu, trở thành một trong những đĩa đơn bán chạy nhất mọi thời đại.
Video ca nhạc cho "Earned It" được thực hiện bởi đạo diễn của Fifty Shades of Grey Sam Taylor-Johnson với sự tham gia diễn xuất từ nữ diễn viên chính của bộ phim Dakota Johnson và mang chủ đề về BDSM tương tự như tác phẩm, trong đó bao gồm những cảnh The Weeknd ngắm nhìn những vũ công nữ nhảy múa trên sân khấu trong trang phục gợi cảm, trước khi Johnson xuất hiện trong trạng thái được quấn bằng dây thừng và treo trên sân khấu. Nó đã nhận được một đề cử tại giải Video âm nhạc của MTV năm 2015 cho Video xuất sắc nhất của nam ca sĩ. Để quảng bá bài hát, nam ca sĩ đã trình diễn nó trên nhiều chương trình truyền hình và lễ trao giải lớn, bao gồm Jimmy Kimmel Live!, Today, Lễ hội âm nhạc Apple năm 2015, giải Video âm nhạc của MuchMusic năm 2015, giải BET năm 2015 (với Alicia Keys) và giải Oscar lần thứ 88, cũng như trong nhiều chuyến lưu diễn của anh. Kể từ khi phát hành, "Earned It" đã được hát lại và sử dụng làm nhạc mẫu bởi nhiều nghệ sĩ, như The Temptations, Prince Royce, Jess Glynne, Years & Years, Conor Maynard, Blake McGrath, Madilyn Bailey và Kurt Hugo Schneider.

## Danh sách bài hát
Tải kĩ thuật số
1. "Earned It (Fifty Shades of Grey)" – 4:10

Đĩa CD
1. "Earned It (Fifty Shades of Grey)" – 4:10
2. "Where You Belong" - 4:56

## Xếp hạng
| Bảng xếp hạng (2014-15)                   | Vị trí cao nhất |
| ----------------------------------------- | --------------- |
| Úc (ARIA)                                 | 13              |
| Áo (Ö3 Austria Top 40)                    | 21              |
| Bỉ (Ultratop 50 Flanders)                 | 14              |
| Bỉ (Ultratop 50 Wallonia)                 | 14              |
| Canada (Canadian Hot 100)                 | 8               |
| Đan Mạch (Tracklisten)                    | 2               |
| Phần Lan (Suomen virallinen lista)        | 13              |
| Pháp (SNEP)                               | 2               |
| Đức (Official German Charts)              | 17              |
| Hungary (Single Top 40)                   | 19              |
| Ireland (IRMA)                            | 15              |
| Ý (FIMI)                                  | 25              |
| Hà Lan (Dutch Top 40)                     | 15              |
| Hà Lan (Single Top 100)                   | 8               |
| New Zealand (Recorded Music NZ)           | 7               |
| Na Uy (VG-lista)                          | 6               |
| Tây Ban Nha (PROMUSICAE)                  | 14              |
| Thụy Điển (Sverigetopplistan)             | 7               |
| Thụy Sĩ (Schweizer Hitparade)             | 7               |
| Anh Quốc (OCC)                            | 4               |
| Hoa Kỳ Billboard Hot 100                  | 3               |
| Hoa Kỳ Adult Contemporary (Billboard)     | 13              |
| Hoa Kỳ Adult Pop Airplay (Billboard)      | 9               |
| Hoa Kỳ Dance/Mix Show Airplay (Billboard) | 6               |
| Hoa Kỳ Hot R&B/Hip-Hop Songs (Billboard)  | 1               |
| Hoa Kỳ Pop Airplay (Billboard)            | 1               |
| Hoa Kỳ Rhythmic (Billboard)               | 1               |

| Bảng xếp hạng (2015)                 | Vị trí |
| ------------------------------------ | ------ |
| Australia (ARIA)                     | 80     |
| Belgium (Ultratop 50 Flanders)       | 66     |
| Belgium (Ultratop 50 Wallonia)       | 49     |
| Canada (Canadian Hot 100)            | 29     |
| Denmark (Tracklisten)                | 14     |
| France (SNEP)                        | 23     |
| Germany (Official German Charts)     | 89     |
| Hungary (Stream Top 10)              | 48     |
| Italy (FIMI)                         | 85     |
| Netherlands (Dutch Top 40)           | 73     |
| Netherlands (Single Top 100)         | 41     |
| New Zealand (Recorded Music NZ)      | 23     |
| Spain (PROMUSICAE)                   | 38     |
| Sweden (Sverigetopplistan)           | 41     |
| Switzerland (Schweizer Hitparade)    | 28     |
| UK Singles (Official Charts Company) | 26     |
| US Billboard Hot 100                 | 9      |
| US Adult Contemporary (Billboard)    | 31     |
| US Adult Top 40 (Billboard)          | 20     |
| US Hot R&B/Hip-Hop Songs (Billboard) | 6      |
| US Pop Songs (Billboard)             | 20     |
| US Rhythmic (Billboard)              | 6      |

## Chứng nhận
| Quốc gia | Chứng nhận  | Số đơn vị/doanh số chứng nhận |
| --- | ----------- | ----------------------------- |
| Úc (ARIA) | Bạch kim    | 70.000^                       |
| Bỉ (BEA) | Vàng        | 10.000‡                       |
| Canada (Music Canada) | 2× Bạch kim | 160.000*                      |
| Đan Mạch (IFPI Đan Mạch) | 2× Bạch kim | 120.000^                      |
| Đức (BVMI) | Vàng        | 150.000‡                      |
| Ý (FIMI) | Bạch kim    | 0‡                            |
| New Zealand (RMNZ) | Bạch kim    | 15.000*                       |
| Na Uy (IFPI) | 2× Bạch kim | 80.000‡                       |
| Ba Lan (ZPAV) | 2× Bạch kim | 40.000‡                       |
| Tây Ban Nha (PROMUSICAE) | Bạch kim    | 40.000‡                       |
| Thụy Điển (GLF) | 3× Bạch kim | 60.000‡                       |
| Anh Quốc (BPI) | Bạch kim    | 644,064                       |
| Hoa Kỳ (RIAA) | 6× Bạch kim | 6.000.000‡                    |
| * Chứng nhận dựa theo doanh số tiêu thụ. ^ Chứng nhận dựa theo doanh số nhập hàng. ‡ Chứng nhận dựa theo doanh số tiêu thụ và phát trực tuyến. |             |                               |

## Lịch sử phát hành
| Khu vực | Ngày                 | Định dạng                   | Nhãn     | Chú thích |
| ------- | -------------------- | --------------------------- | -------- | --------- |
| Hoa Kỳ  | 23 tháng 12 năm 2014 | Tải kĩ thuật số             | Republic | [ 1 ]     |
| Hoa Kỳ  | 13 tháng 1 năm 2015  | Rhythmic contemporary radio | Republic | [ 66 ]    |
| Hoa Kỳ  | 24 tháng 2 năm 2015  | Contemporary hit radio      | Republic | [ 67 ]    |
| Châu Âu | 10 tháng 4 năm 2015  | CD                          | Republic | [ 2 ]     |